# تالدية
التالدية هي حركة الفنون البصرية التي تعزز حماية البيئة من خلال استخدام المواد المحلية كوسيلةٍ للإبداع الفني. وتركز على القيم الجمالية، بدلًا من التركيز على الموضوعات الاجتماعية والثقافية التي تُستخدَم غالبًا في الموضوعات الأدبية والمسرح والفنون الأخرى المُشابهة. يعزز استخدام المصادر المحلية أيضًا من ثقافة وتقاليد أرض الفنان، خاصةً بالنسبة للفنانين القادمين من مناطق نائية.

## أصل الكلمة
تُشير حركة التالدية عمومًا إلى الأعمال الفنية لفنان محلي استخدم المواد الخام المتاحة في منطقته. فهي حركة من قبل الفنانين وأعمالهم باستعمال مواد محلية لإنجاز تحفهم. وهي تشمل الأنشطة والإبداعات من قبل الذين شعروا بالميل نحو العزلة الاجتماعية والثقافية والأشكال التقليدية للفن. يأتي مصطلح «التالدية» من كلمة «الشعوب الأصلية»، يشير المصطلح الأول إلى المواد الموجودة بشكل طبيعي في مكان أو منطقة محددة؛ أما الشعوب الأصلية، هم الذين يعيشون في مكان أو منطقة محددة (غالبًا أولئك الذين يعيشون في مناطق نائية).
صيغ مصطلح «التالدية» من قبل إليتو سيركا الذي قاد هذه الحركة، من خلال عرض لوحاته وتقديم أساليبه إلى الفنانين الآخرين في عام 1993. ومن خلال ذلك، اعتمد العديد من الفنانين المحليين في مدينته، بل حتى في جميع أنحاء المقاطعة، المنتجات الزراعية البارزة والأولية كوسائل من أجل لوحاتهم. ودعت هذه الحركة الفنانين من المدن الأخرى إلى استخدام المنتجات المتاحة بسهولة في مناطقهم، وذلك لتعزيز الهوية الفريدة لكل بلدة.
يوجد مصطلح آخر «التوطينية»، والذي يشير إلى الأيديولوجيات المرتبطة بالشعوب الأصلية، ويستخدمه مختلف العلماء والناشطين، إما بشكل توصيفي بحت أو لدلالاتٍ سياسيةٍ. استخدم جورج كوبلر (1985) المصطلح لوصف منظور أيديولوجي وأسلوبي في فن أمريكا اللاتينية في القرن العشرين؛ إذ أكد على الطبيعة الحديثة لهذا المفهوم باعتباره ذو عقليةٍ تاريخيةٍ خاصةٍ وأقل تشددًا. فهو يدل على الموقف المعاصر في الفن الحديث لأمريكا اللاتينية المهتم «باستعادة أساليب ما قبل الاحتلال»، كما هو الحال في جداريات الرسام المكسيكي دييغو ريفيرا. والأهم من ذلك، أنه يستمد الدافع من زيادة المعرفة الدقيقة للقرن العشرين عن العصور القديمة في الأمريكتين وسعيه إلى استعادة حضارات ما قبل الاحتلال، (باكويل 1995، كوبلر 1985، راموس (1998. وهي تعكس رغبة المجتمعات الحديثة أو المعاصرة في أن تكون متأثرةً بعمق «بالماضي المنسي».

### أنصار الفنان
تعد بعض المناطق أقل غنى من غيرها، مما يجعل السكان المحليين أكثر تحفيزًا ومُكرًا، من خلال تجريب وإنتاج المواد الخاصة بهم لاستخدامها في مواهبهم وهواياتهم وغيرها من الإبداعات المتعلقة بالفن وبشكلٍ خاصٍ اللوحات. بدأ العديد من الفنانين المحليين في الفلبين في أواخر القرن العشرين، بصنع طرقهم الخاصة كرسامين معتمدين أيضًا على المواد المحلية. من بينهم، (فيما يلي اسم كل فنان والمادة التي استخدمها في فنه): مارك لورنس ليبوناو (الثوم)، ورامون إتش. لوبيز (الصدأ)، وجوردان مانغ أوسان (القوة الشمسية)، وويلجون ماغسينو (المشابك)، وماريا هيدايا فيراي-نيوينغهام (الرز)، وإرلي ماكاباغال (البصل)، ودانيلو تالبلاسيدو (قشور الرز)، وجيروم إيكاو (الطحالب)، ودانتي إيناغي (الأنابيب)، وباتريك بالاسي (القهوة)، وإيلا هيبوليتو (القهوة)، وبيرسي دينولو (الطين)، وديانا غريس (مواد مُعاد تصنيعها)، وجوجيت لامبرتو مونداريس (الأكياس البلاستيكية)، ووانغ- أود، وغيرهم من الفنانين.

## الحركة
أرادت مجموعة من الفنانين ومتسلقي الجبال بقيادة إليتو سيركا في عام 1998، حماية البيئة من ظاهرة الاحتباس الحراري من خلال دعم الدعوة إلى استخدام المواد الخام الأصلية في الرسم ومعالجة مشكلة نقص المواد اللازمة الناجمة عن الفقر. ويعد ابتكار فراشي رسم من خيوط الشعر المستخلصة من الفواكه والخضروات والأشجار، اكتشافات وتجارب مهمة للغاية بالنسبة لإليتو سيركا والتي يجب تعليمها ومشاركتها مع أطفال الجيل الجديد وخاصةً في المناطق الريفية.